# Leroy Sané
Leroy Aziz Sané (Essen, 1996. január 11. –) német válogatott labdarúgó, a Galatasaray játékosa.
2014-ben mutatkozott be a Schalke 04 csapatában, majd 2016-ban igazolt az angol Manchester City csapatába. Az angol klubnál első szezonjában Az év fiatal angol labdarúgója díjat érdemelte ki. Kétszeres angol bajnok, ligakupa és szuperkupagyőztes, valamint egyszer az kupát is megnyerte klubjával. 2020 nyarán a Bayern München játékosa lett.
2015 novemberében mutatkozott be Németország válogatottjában egy Franciaország elleni barátságos mérkőzésen. 2016-ban tagja volt a bronzérmet szerző válogatottnak az Európa-bajnokságon.

## Pályafutása

### Klubcsapatokban

#### Schalke 04

##### Fiatal évei
2001-ben az SG Wattenscheid 09 korosztályos csapataiban kezdett megismerkedni a labdarúgás alapjaival, majd 2005-ben csatlakozott a Schalke akadémiájához. 2008-ban a rivális Bayer Leverkusen korosztályos csapataiba távozott, de 2011-ben visszatért a gelsenkircheni együtteshez. 2014. március 21-én írta alá első profi szerződését a klubbal, amely 3 évre szólt. Április 20-án debütált a VfB Stuttgart elleni Bundesliga mérkőzésen a 77. percben, amikor is Max Meyer cseréjeként küldte pályára Huub Stevens vezetőedző a hazai pályán 3–1-re elvesztett találkozón.

##### A 2014–15-ös szezon
2014. november 29-én lépett az új szezonban először pályára az 1. FSV Mainz 05 klubja ellen csereként, ismét Max Meyert váltotta a 80. percben. December 13-án az 1. FC Köln csapata elleni bajnoki találkozón megszerezte első gólját felnőtt szinten. 2015. március 10-én a Real Madrid ellen góllal debütált az UEFA-bajnokok ligájában. Az 57. percben a tizenhatos sarkáról lőtt a kapura és a lövése Iker Casillas feje felett a jobb felsőbe ment, ezzel a találattal a mérkőzés 3–3-ra állt. A mérkőzésen 19 éves, 1 hónapos és 3 napos volt, így ő lett a legfiatalabb labdarúgó aki a bajnokok ligájában gólt lőtt a Real Madridnak. Négy nappal később a Dárdai Pál vezette Hertha elleni 2–2-es döntetlennel végződő mérkőzésen megszerezte második gólját a bajnokságban. A 40. percben Klaas-Jan Huntelaar remek kiugratását vezette alapvonalig, majd éles szögből a hálóba emelt. Április 19-én a VfL Wolfsburg volt az ellenfele a Schalke csapatának, az 59. percben  egy szólót követően szerezte meg a vezetést Sané, de Kevin De Bruyne góljával 1–1-re alakította a mérkőzés végeredményét a belga játékos. Az első teljes szezonja során 14 tétmérkőzésen lépett pályára és ezeken a találkozókon 4 gólt szerzett.

##### A 2015–16-os szezon

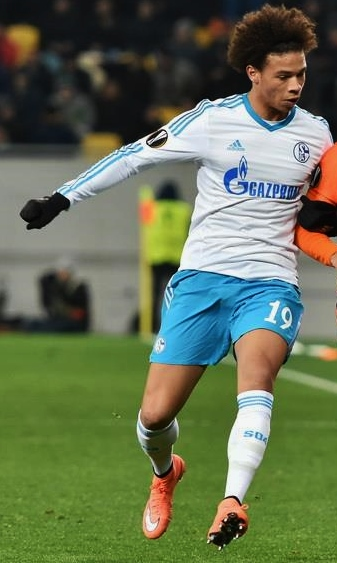
Sané 2016-ban a Schalke színeiben

A 2015–2016-os idény során a német kupában is bemutatkozott az MSV Duisburg ellen 5–0-ra megnyert találkozón. Szeptember 17-én az UEFA második számú európai kupasorozatában az Európa-ligában is debütált, az APÓ Ellínon Lefkoszíasz ellen idegenben 3–0-ra megnyert mérkőzésen. Három nappal később a bajnokságban tudott az új szezonban elsőnek eredményes lenni a VfB Stuttgart csapata ellen. Szeptember 23-án az Eintracht Frankfurt ellen volt eredményes. Három nappal később a következő fordulóban ismételten gólt tudott szerezni, ezzel egymás után harmadik bajnoki mérkőzésén segítette góllal klubját. Október 22-i mérkőzésen az Európa-ligában a cseh Sparta Praha ellen a 62. percben küldte pályára André Breitenreiter Pierre-Emile Højbjerg helyére és 10 perccel később gólt szerzett, amivel 2–2-re alakult a találkozó.
Augusztus 31-én az Ingolstadt elleni 1–1-es döntetlennel véget érő találkozón a 77. percben a kapu előtt Ramazan Özcan mellett vezette el a labdát és lőtt a kapuba. 2016-os januári átigazolási időszakban az angol Manchester City érdeklődött iránta, de a klubmenedzser nem volt hajlandó megválni tőle. Az angol klub érdeklődése után a nemzetközi sajtóban a spanyol Real Madrid és a Barcelona érdeklődéséről írtak. Január 30-án az SV Darmstadt 98 ellen lépett pályára a Jonathan-Heimes stadionban a Schalke színeiben és az 53. percben megszerezte a mérkőzés utolsó gólját, miután Max Meyer gólhelyzetből passzolt neki, ő pedig Christian Mathenia lába fölött lőtte a kapuba a labdát. Április elején elárulta, hogy a Barcelona csapatának a játékosa szeretne lenni. A 2–2-re végződő Schalke–Borussia Dortmund mérkőzésen is a kapuba talált. Két fordulóval később a Bayer Leverkusen ellen a 29. percben volt eredményes, de a mérkőzést 3–2-re elvesztették hazai pályán. Május 14-én a bajnokság utolsó fordulójában a TSG 1899 Hoffenheim ellen 8. gólját szerezte a bajnoki szezon során. A szezon befejeztével az ötödik helyen végzett a tabellán a Schalke, és az Európa-liga csoportkörében indulhattak a 2016–2017-es szezonban.

#### Manchester City

##### A 2016–17-es szezon
2016. augusztus 2-án az angol élvonalban szereplő Manchester City a hivatalos honlapján jelentette be, hogy ötéves szerződést kötött a német játékossal. 50 millió euróért  szerződtették, így ő lett a legdrágább német labdarúgó, Mesut Özil előzte meg akiért 47 millió eurót fizetett az Arsenal a Real Madridnak 2013-ban. Szeptember 10-én mutatkozott be a manchesteri derbin, amelyen a 60. percben Raheem Sterling cseréjeként lépett pályára és 10. játékosa lett aki a manchesteri derbin debütál. A mérkőzést a Manchester City 2–1-re nyerte meg és ez volt a klub 50. győzelme a Manchester United ellen. Négy nappal később a Borussia Mönchengladbach elleni bajnokok ligája csoportkör mérkőzésen ismét Raheem Sterling cseréjeként lépett pályára. Bekerült az Európa legjobb 21 éven aluli játékosának járó Golden Boy-díj 40 legjobb fiatal labdarúgói listájára. December 18-án megszerezte új klubjában az első gólját a bajnokságban az Arsenal ellen 2–1-re megnyert mérkőzésen. 2017. január 21-én góllal tért vissza korábbi sérüléséből a Tottenham Hotspur elleni 2–2-re végződő mérkőzésen, a találkozót az Etihad Stadionban rendezték meg. Egy héttel később az angol kupában a Crystal Palace ellen a  71. percben gólt szerzett, így sorozatban a harmadik fellépésén volt eredményes. Február 21-én hazai pályán 5–3-ra nyert a Manchester City a francia AS Monaco elleni bajnokok ligája nyolcaddöntőjének első mérkőzésén. A 82. percben egy gyors ellentámadást váltott gólra közvetlen közelről.
Március 1-jén az angol kupa nyolcaddöntőjében a Huddersfield Town ellen 5–1-re megnyert találkozó a 30. percében tudott eredményes lenni. Négy nappal később már a bajnokságban a Sunderland ellen lépett pályára és az 59. percben David Silva indítását váltotta gólra. Március 15-én az AS Monaco elleni bajnokok ligája nyolcaddöntőjének második mérkőzésén a 71. percben remekül érkezett egy kipattanóra és szerzett belőle gólt. A mérkőzést a Manchester City 3–1-re elvesztette, és így az AS Monaco idegenben szerzett több góllal továbbjutott. Április 2-án az Arsenal csapata elleni bajnoki rangadón már az 5. percben bevette David Ospina kapuját, a találkozó 2–2-s döntetlennel fejeződött be. Április 15-én idegenben 3–0-ra nyertek a Southampton csapata ellenfeleként és Sané és kivette részét a gólgyártásból. Az angol kupa elődöntő mérkőzésén a hosszabbításban kaptak ki az Arsenaltól. A hónap végén bekerült a 2016–2017-es Premier League-szezon legjobb játékosának járó díj jelöltjei közé, amit az angol Profi Labdarúgók Szövetsége hirdetett ki. Júliusban megműtötték az orrát ezért veszélybe került a Konföderációs kupán való részvétele.

##### A 2017–18-as szezon

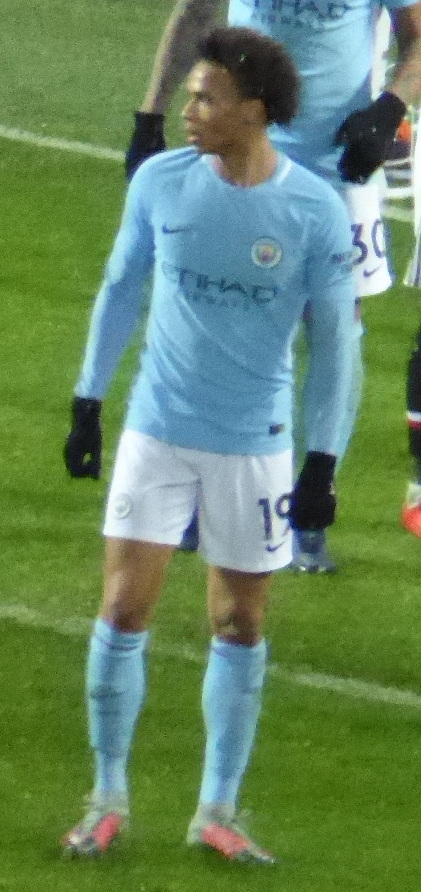
Sané 2017-ben a Manchester City színeiben

2017. szeptember 9-én a Liverpool ellen a bajnokság 4. fordulójában duplázott a hazai pályán 5–0-ra megnyert mérkőzésen. Szeptember 20-án az angol ligakupában is duplázni tudott, a 3. és a 77. percben. Három nappal később a Crystal Palace elleni bajnoki találkozó 44. percében szerezte meg a vezetést csapatának. A mérkőzés a Manchester City 5–0-ra nyerte meg. Október 14-én a Stoke City ellen 7–2-re megnyert mérkőzésen a 62. percben volt eredményes, csapata hatodik gólját lőtte be. A mérkőzésen Ibrahim Afellay úgy próbálta meg megállítani Sanét, hogy kézzel húzta ki a német lábát, ezért a megmozdulásért Craig Pawson játékvezető sárga lapot adott a holland játékosnak. Egy héttel később a Burnley ellen 30-ra győzött a Manchester City Sergio Agüero tizenegyesével és Nicolás Otamendi akció góljával, valamint Sané egy kontra végén szerzett találatával. Október 28-i West Bromwich Albion elleni 3–2-re megnyert mérkőzésen a The Hawthorns stadionban már a 10. percben Fernandinho passzából ballal gólt szerzett. Néhány perccel később viszonozta a gólpasszt a brazil játékosnak. Sanét választották a hónap legjobbjának az angol bajnokság élvonalában. A Premier League-ben 1994 augusztusa óta nem kapott ilyen elismerést német labdarúgó, akkor Jürgen Klinsmann érdemelte ki a Tottenham Hotspur támadójaként.
2018. január 6-án a Burnley csapatának a 71. percben egy ellentámadás végén lőtt gólt a 4–1-re megnyert angol kupa mérkőzésen. Nyolc nap múlva az Anfield Stadionban a Liverpooltól kapott ki 4–3-ra a City, a rangadó 40. percében Joe Gomez elnézett egy keresztlabdát, amelyet Sané átvett és betört a tizenhatoson belülre, lehagyva Joël Matipot, majd nagy erővel a rövid sarokba lőtt a szöget rosszul záró Loris Karius mellett. Január 23-án a Bristol City elleni ligakupa visszavágó mérkőzésen a 43. percben Bernardo Silva passzolt neki, a német labdarúgó az ötös sarkáról a kapuba lőtt. A Manchester City idegenben 3–2-re nyert és továbbjutott 5–3-as összesítéssel a döntőbe. Öt nappal később bokaszalag-sérülést szenvedett a Cardiff City elleni angol kupa mérkőzésen, Joe Bennett szabálytalankodását követően, emiatt a szünetben le kellett cserélni. Február 25-én a ligakupa-döntőben 3–0-ra legyőzték az Arsenal csapatát, sérüléséből visszatérve 77. percet töltött a pályán.
Március 1-jén az Arsenal ellen már a bajnokságban léptek pályára és nyertek 3–0–ra idegenben. A 33. percben egy kontrát követően Sergio Agüero emelt Kevin De Bruyne elé, aki a jobb szélen felfutó Kyle Walkerhez továbbított, az angol lapos beadását pedig a balról befelé érkező Sané passzolta a kapuba. A hónap utolsó napján a bajnokság 32. fordulójában 3–1-re nyertek az Everton ellen, a 4. percben David Silva visszalőtt passza után tíz méterről kapásból a kapu bal sarkába helyezett, ezzel megszerezte a találkozó első gólját. Április 15-én a West Bromwich Albion 1–0-ra legyőzte idegenben a Manchester Unitedet és így a Manchester City lett a bajnok. A szezon legjobb játékosának járó díj jelöltjei közé ismét bekerült. Április 23-án a szezon legjobb fiatal játékosának választották meg, Peter Barnes 1976-os győzelme óta ő az első Manchester City-játékos, aki megnyerte a díjat. Április 29-én a West Ham United ellen 4–1-re győztek idegenben és a mérkőzés 13. percében távolról szerzett gólt. Ezzel a góljával ő lett az első játékos klubjának, aki egy angol élvonalbeli-idényen belül eljut tíz gólig és tíz gólpasszig, ezt ugyanezen a mérkőzésen három gólpasszával Raheem Sterling is elérte.

##### A 2018–19-es szezon
2018. augusztus 5-én pályára lépett İlkay Gündoğan cseréjeként a félidőben a 2–0-ra megnyert szuperkupa mérkőzésen. Szeptember 15-én a szezon első bajnoki gólját szerezte meg a Fulham csapata ellen. A 2. percben egy kontra végén Fernandinho passzolt neki, ő pedig öt méterről az üres kapuba belsőzött a 3–0-ra megnyert találkozón. Október 20-i Burnley ellen 5–0-ra végződő győztes mérkőzésen csapata utolsó gólját szerezte meg. November 4-én a Southampton ellenfeleként egy kontra végén vette át a labdát a tizenhatosnál, majd egy csel után a jobb alsó sarokba tekerte a labdát, beállítva a 6–1-es végeredményt. November 24-én duplázott a West Ham United klubja ellen idegenben 4–0-ra megnyert bajnoki mérkőzésen. December 4-én A Watford vendégeként léptek pályára és a 40. percben Rijad Mahrez beívelése után mellel juttatta a labdát Ben Foster lábai között a gólvonalon túlra. Nyolc nappal később a bajnokok ligájában a német TSG 1899 Hoffenheim klubja ellen első félidő hosszabbításában szabadrúgásból volt eredményes, majd a 61. percben egy kontra végén szerezte meg a második gólját a mérkőzésen.
2019. január 3-án az első osztály 21. fordulójának rangadóján az Etihad Stadionban 2–1-re nyertek a listavezető Liverpool ellen. A 72. percben Raheem Sterling jobbról vitte befelé a labdát, majd remek ütemben passzolt Sané elé, aki kilőtte a hosszú alsó sarkot. Három nappal később a Rotherham United ellen góljával alakította ki a 7–0-s végeredményt a kupa találkozón. Január 20-án a Huddersfield Town ellen 3–0-ra megnyert bajnoki mérkőzésen csapata utolsó gólját szerezte meg. Február 16-án a Newport County ellenfeleként az 51. percben egy kontra végén volt eredményes az angol kupa nyolcaddöntőjében, amit a Manchester City 4–1-re nyert meg. Négy nappal később a bajnokok ligája nyolcaddöntőjének első mérkőzésén 3–2-re legyőzték a Schalkét, becserélése után nem sokkal szabadrúgásból volt eredményes egykori klubja ellen. Február 24-én pályára lépett a ligakupa-döntőjében a Chelsea csapata ellen, amelyet tizenegyespárbajban 4–3-ra nyertek meg. Március 12-én a Schalke elleni bajnokok ligája nyolcaddöntőjének visszavágó mérkőzésén 7–0-ra nyertek, ezzel 10–2-es összesítéssel jutottak tovább. A mérkőzés 42. percében Zincsenko átadása után a tizenhatos sarkánál kirobbant a védője mögül és tíz méterről a bal alsóba gurította a labdát.
Április 3-án a 2–0-ra megnyert bajnoki mérkőzésen a Cardiff City csapata ellen ő állította be a végeredményt. Április 24-én a Manchester Unitedet az Old Traffordon 2–0-ra győzte le a Manchester City. A megsérült Fernandinho helyére érkezett a derbin, majd Raheem Sterling passzából a tizenhatoson belülre érve a rövid alsóba gurította a labdát. A bajnokságot egy ponttal nyerték meg a rivális Liverpool előtt. A május 18-i angol kupa-döntőjében 6–0-ra nyert a City és megszerezte a klub történetének hatodik kupagyőzelmét, valamint első alkalommal triplázott egy idényen belül. A német Bayern München tárgyalt Sanéről klubjával egy esetleges átigazolásról.

##### A 2019–20-as szezon
2019. augusztus 4-én a tizenegyesekkel megnyert szuperkupa találkozón pályára lépett, de súlyos térdsérülést szenvedett. A mérkőzés 13. percében Gabriel Jesus váltotta, miután Trent Alexander-Arnolddal ütközött egy kirúgást követően és a német játékos azonnal jelezte hogy cserét kér. Ennek következtében a Bayern München átmenetileg visszalépett a szerződtetéstől.
2020 februárjának végén a Manchester City U23-as csapatában tért vissza sérüléséből, az első csapatban pedig júniusban lépett ismét pályára, egy Burnley elleni bajnoki mérkőzésen.

#### Bayern München

##### A 2020–21-es szezon
2020. június 30-án öt évre szóló szerződést írt alá a Bayern Münchennel. A német klub 45 millió eurót fizetett érte. Szeptember 18-án a 2020-21-es idény első mérkőzésén  8–0-ra nyert a bajor klub a Schalke ellen, a 71. percben Joshua Kimmich passzából megszerezte Sané első gólját új klubjában, valamint ezen a találkozón mutatkozott be tétmérkőzésen. Szeptember végén ismét megsérült a térde. Október 24-én az Eintracht Frankfurt elleni 5–0-ra megnyert bajnoki találkozón góllal tért vissza. A 72. percben Bouna Sarr passzát követően indult jobbról befelé, majd ballal 18 méterről lőtt a kapuba. November 3-án az osztrák Red Bull Salzburg ellen 6–2-re megnyert UEFA-bajnokok ligája találkozón a 75. percben Kingsley Coman cseréjeként lépett pályára, majd a 83. percben gólt szerzett. Négy nappal később a 3–2-re megnyert Der Klassiker rangadón a 69. percben Kingsley Coman cseréjeként állt be, majd a 80. percben egy kontra végén a jobb alsó sarokba lőtt, ezzel eldöntötte a Borussia Dortmund elleni mérkőzés eredményét. November 25-én csapata 2–1-re nyert a bajnokok ligájában a Red Bull Salzburg csapata ellen, a 63. percben Serge Gnabry cseréjeként lépett pályára, majd a 68. percben gólt fejelt. A mérkőzést a német klub nyerte meg 3–1-re az Allianz Arenában. 2021. január 3-án 5–2-re nyert csapata az 1. FSV Mainz 05 elleni bajnoki mérkőzésen és az 55. percben gólt szerzett. Január 13-án lépett először pályára a Bayern Münchenben a kupában a Holstein Kiel ellen, a 48. percből 20 méterről szabadrúgásból volt eredményes, de csapata rendes játékidőben 2–2-re állt, a hosszabbításban nem esett gól, majd a tizenegyespárbaj 6–5-tel alulmaradtak. Február 23-án a bajnokok ligájában az olasz SS Lazio ellen a római Olimpiai Stadionban megrendezett találkozón a 42. percben Coman lövését Reina még védeni tudta, de a kipattanó labdát Sané könnyedén a kapuba helyezte. Május 8-án a 85. percben szerezte meg csapata hatodik gólját a Borussia Mönchengladbach ellen 6–0-ra megnyert bajnoki találkozón. Egy héttel később a Freiburg ellen az 50. percben hiába talált a kapuba, a VAR-szobából jeleztek Florian Badstübner játékvezetőnek, hogy érvénytelen a gól, de néhány perccel később Thomas Müller passzából már érvényes gólt jegyzett.

##### A 2021–22-es szezon

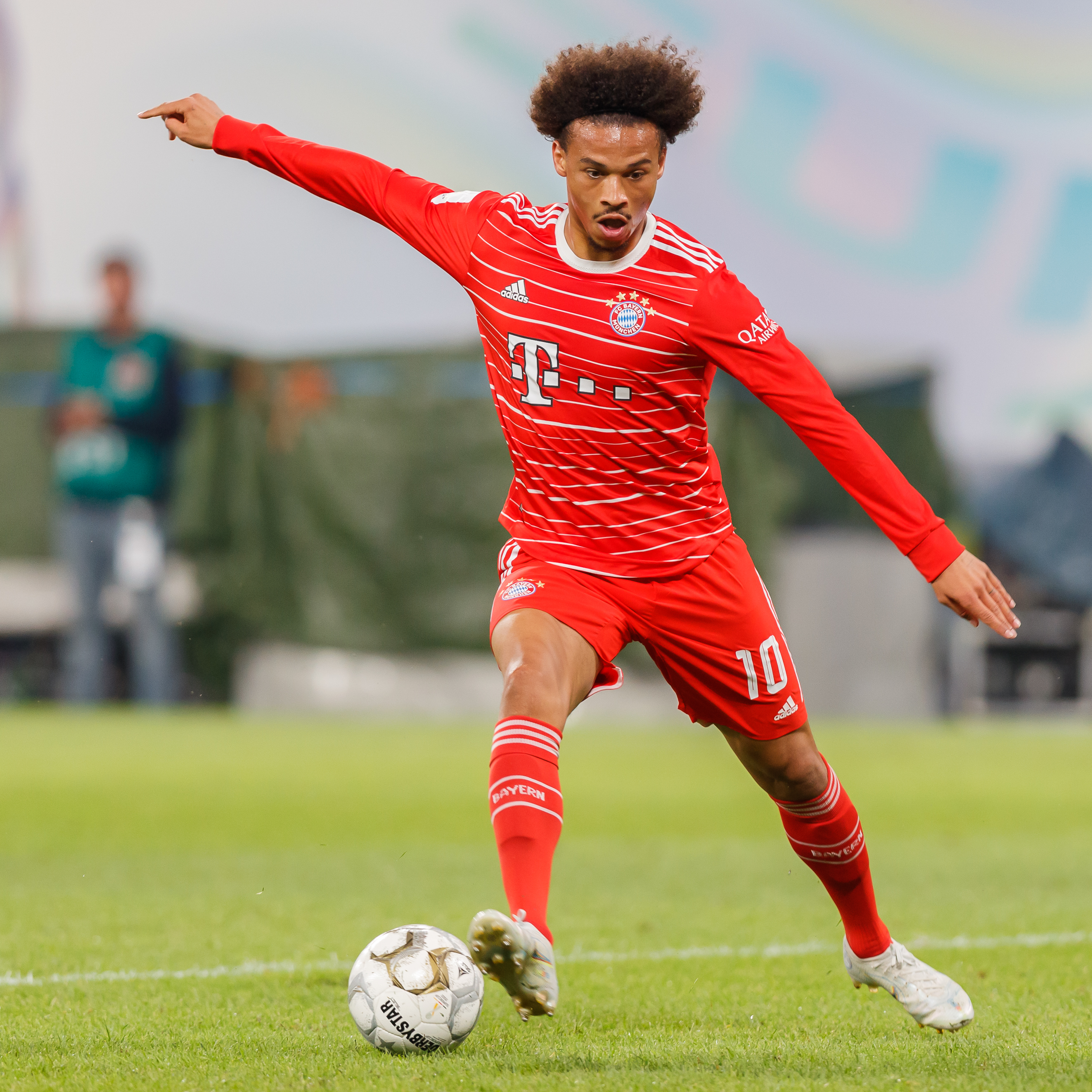
Sané 2022-ben a Bayern München színeiben

A 2021–22-es szezonban pályára lépett a Borussia Dortmund ellen 3–1-re megnyert szuperkupa mérkőzésen. Augusztus 25-én egy gólt és két gólpasszt jegyzett a Német Kupa első fordulójában a Bremer SV ellen 12–0-ra megnyert találkozón. Szeptember 11-én az RB Leipzig ellen 4–1-re megnyert bajnoki mérkőzésen Jamal Musiala beadását követően ziccerből volt eredményes. Egy héttel később a VfL Bochum ellen 7–0-ra megnyert bajnoki mérkőzésen a 17. percben szabadrúgásból volt eredményes, majd a 27. percben gólpasszt adott Joshua Kimmichnek. Szeptember 29-én a bajnokok ligájában a Dinamo Kijiv ellen a 74. percben egy ellentámadást követően a balszélről eresztett meg egy lövést a kapu irányába, amit Heorhij Buscsan nem tudott védeni. A mérkőzést az Allianz Arenában 5–0-ra nyerték meg. Október 20-án a Benfica ellen a 70. percben Nicolás Otamendi szabálytalansága miatt megítélt szabadrúgást 22 méterről a kapu bal oldalába lőtte. Néhány perccel később adott egy gólpasszt és a 85. percben ismét eredményes tudott lenni a 4–0-ra megnyert bajnokok ligája találkozón. Október 30-án az 1. FC Union Berlin vendégeként 5–2-re megnyert bajnoki mérkőzésen a 34. percben Kingsley Coman jobb oldali beadását Thomas Müller tette tovább Sané elé, aki néhány méterre a kaputól betalált. November 2-án 5–2-re legyőzték a Benficát a bajnokok ligájában és a 48. percben eredményes volt. November 27-én 20 méterről győztes gólt szerzett az Arminia Bielefeld csapata ellen 1–0-ra megnyert bajnoki mérkőzésen. December 8-án a Barcelona elleni Bajnokok Ligája-csoportmérkőzésen 3–0-ra nyertek és ő maga a 43. percben volt eredményes. December 17-én a VfL Wolfsburg ellen hazai pályán 4–0-ra megnyert mérkőzésen megszerezte a szezonbéli ötödik bajnoki gólját. 2022. január 23-án a Hertha BSC ellen 4–1-re megnyert bajnoki mérkőzésen a 75. percben Alexander Schwolow hibáját kihasználva megszerezte csapata harmadik gólját.
2022. február 26-án a bajnokságban az Eintracht Frankfurt ellen a 67. percben Marcel Sabitzer cseréjeként lépett pályára, majd négy perccel később Joshua Kimmich kiugratása után pedig megszerezte a mérkőzés egyetlen gólját. Március 8-án a Red Bull Salzburg ellen 7–1-re megnyert Bajnokok Ligája-mérkőzésen a 86. percben beállította a végeredményt, valamint a találkozón két gólpasszt is jegyzett.

##### A 2022–23-as szezon
2022. július 30-án az RB Leipzig ellen 5–3-ra megnyert szuperkupa-találkozón, a 98. percben a mérkőzés utolsó gólját szerezte meg. Augusztus 21-én a 4. percben megszerezte a mérkőzés és saját maga első bajnoki gólját a szezonban a VfL Bochum ellen 7–0-ra megnyert mérkőzésen. A következő fordulóban a Borussia Mönchengladbach elleni 1–1-re végződő találkozón a 83. percben 12 méterről szerzett gólt. Szeptember 7-én az olasz Internazionale ellen 2–0-ra nyert a Bayern München az 500. európai kupameccsén, a 25. percben Joshua Kimmich a saját térfeléről ugratta ki Sanét, aki eltolta a labdát a kapus mellett, majd a jobb szélről, hat méterről megszerezte a vezetést csapatának. Szeptember 13-án a Bajnokok Ligája C-csoportjának második fordulójában a Barcelona ellen 2–0-ra megnyert találkozón az 54. percben Jamal Musiala passzából lendületből indult meg és lefutotta védőit, majd jobb alsóba emelt amibe Marc-André ter Stegen beleért, de ez nem akadályozta meg a labdát, hogy a kapuba menjen. Szeptember 30-án hazai pályán 4–0-ra nyertek a Bayer 04 Leverkusen csapata ellen, a 3. percben szerezte meg acsapatának a vezetést.
Október 4-én a cseh Viktoria Plzeň ellen 5–0-ra megnyert Bajnokok Ligája csoportkörének 3. fordulójában a 7. percben 17 méterről szerzett vezetést, majd az 50. percben második gólját is megszerezte. Négy nappal később a Borussia Dortmund elleni Der Klassikeren az 53. percben 17 méterről lőtt gólt, a bajnoki mérkőzés végül 2–2-s döntetlennel fejeződött be. Október 16-án gól és gólpasszt jegyzett a Freiburg csapata ellen 5–0-ra megnyert hazai mérkőzésen. 2023. január 28-án az Eintracht Frankfurt ellen 1–1-s döntetlennel záruló bajnoki mérkőzésen csapata egyetlen gólját szerezte meg. Február 1-jén a kupában a 4–0-ra megnyert találkozón az 1. FSV Mainz 05 ellen a 44. percben volt eredményes. Március 11-én az Augsburg ellen 5–3-ra megnyert bajnoki találkozón a 45. percben Sadio Mané lövése kipattant Rafał Gikiewicz combjáról és Sané közelről fejelt a hálóba. Május 6-án a Werder Bremen ellen idegenben 2–1-re megnyert bajnoki mérkőzésen a 73. percben volt eredményes.

##### A 2023–24-es szezon
2023. augusztus 18-án a bajnokság 1. fordulójában a Werder Bremen ellen 4–0-ra megnyert mérkőzésen duplázott. Szeptember 2-án a Borussia Mönchengladbach ellen idegenben 2–1-re megnyert bajnoki mérkőzésen az 58. percben Joshua Kimmich kiugratásából volt eredményes. Szeptember 20-án a 28. percben Harry Kane passzából 17 méterről lőtt gólt a Manchester Unitednak a bajnokok ligája csoportkör 1. fordulójában 4–3-ra megnyert találkozón. Három nappal később a VfL Bochum ellen a 38. percben volt eredményes a 7–0-ra megnyert bajnoki mérkőzésen. Szeptember 30-án a bajnokság 6. fordulójában az RB Leipzig ellen a 70. percben Jamal Musiala passzából volt eredményes, amivel 2–2-s döntetlennel ért véget a forduló rangadója. Október 8-án a 25. percben gólt szerzett a Freiburg ellen 3–0-ra megnyert bajnoki találkozón. Október 28-án a Darmstadt ellen 8–0-ra megnyert hazai találkozón duplázott.
2024. április 30-án a Bajnokok Ligája elődöntőjének első mérkőzésén a Real Madrid ellen az 53. percben egy szóló végén a rövid sarokba lőtte nagy erővel a labdát, majd 2–2-re végződött a találkozó.

##### A 2024–25-ös szezon
A 2024–25-ös szezonban szeptember 17-én szerezte meg az első gólját a horvát Dinamo Zagreb ellen a 85. percben Thomas Müller passzából a 9–2-re megnyert Bajnokok Ligája-mérkőzésen. Október 27-én a VfL Bochum elleni 5–0-ra megnyert bajnoki találkozón a 65. percben 18 méterről lőtt a jobb felsőbe, ami az szezon első Bundesliga-gólja volt. A hónap utolsó napján a kupában a Mainz ellen a 4–0-ra megnyert mérkőzésen egy gólt szerzett. December 14-én az 1. FSV Mainz 05 ellen a 87. percben csapata egyetlen gólját szerezte a 2–1-re elvesztett bajnoki találkozón. December 20-án az RB Leipzig ellen 5–1-re megnyert hazai mérkőzésen a 75. percben a bal oldalról a védelem mögé került, majd Gulácsi Péter mellett passzolta a labdát a kapu bal alsó sarkába a 2024-es év utolsó bajnoki találkozóján.
2025. január 15-én a TSG 1899 Hoffenheim elleni 5–0-ra megnyert bajnoki mérkőzésen duplázott. Február 7-én a bajnokság 21. fordulójában a a Werder Bremen ellen 3–0-ra megnyert hazai találkozón a 81. percben lépett pályára Kingsley Coman cseréjeként, majd egy perccel később Konrad Laimer passzából megszerezte csapata második gólját. Március 15-én az Union Berlin ellen 1–1-re végződő bajnoki találkozón csereként volt eredményes a 75. percben. Március 29-én a St. Pauli ellen 3–2-re megnyert bajnoki találkozón az 53. percben Michael Olise ugratásából ziccerből szerzett gólt, majd a 71. percben duplázott.
Április 26-án az 1. FSV Mainz 05 ellen 3–0-ra megnyert hazai bajnoki találkozón a 29. percben 11 méterről volt eredményes. Május 3-án a 32. fordulóban az RB Leipzig ellen 3–3-ra végződő idegenbeli mérkőzésen a 83. percben Joshua Kimmich passzából ballal volt eredményes. A szezon során 45 tétmérkőzésen lépett pályára és ezeken a találkozókon 13 gólt szerzett és 6 gólpasszt jegyzett, valamint a bajnoki címet ünnepelhetett. A szezon végén lejárt a szerződése és ingyen csatlakozott a török Galatasaray csapatához július 1-től.

#### Galatasaray
2025. június 11-én a Galatasaray kiadott közleményből kiderült, hogy megállapodás született, Isztambulba érkezik, hogy hivatalos szerződést írjon alá. Másnap hároméves szerződést kötött a török klubbal, ahol a 10-es mezszámot fogja viselni, amelyet Dries Mertenstől örökölt meg.

### A válogatottban

#### Az U19-es válogatottban
2014. szeptember 5-én mutatkozott be a holland U19-es válogatott ellen a német U19-es korosztályos válogatottban a 3–2-re megnyert felkészülési mérkőzésen. A mérkőzés 63. percében küldte pályára Marcus Sorg Donis Avdijaj cseréjeként és öt perccel később Angelo Mayer passzából megszerezte első gólját. Október 11-én Litvánia elleni 2015-ös U19-es labdarúgó-Európa-bajnokság selejtező mérkőzésén a válogatott második gólját szerezte meg. 2015. március 31-én a Csehország elleni elit kör találkozón duplázott, a 20. percben Lucas Cueto előkészítését váltotta gólra, majd a 64. percben ismét eredményes volt a 6–0-ra megnyert mérkőzésen. Bekerült a 2015-ös U19-es labdarúgó-Európa-bajnokságon résztvevő keretbe. A Görögországban megrendezett tornán mind a három csoportmérkőzésen pályára lépett. A csoportkör utolsó helyén végeztek rosszabb gólkülönbség miatt.

#### Az U21-es válogatottban
2015. augusztus 28-án hívta meg Horst Hrubesch a 2017-es U21-es labdarúgó-Európa-bajnokság selejtező mérkőzései előtti felkészülésre. Szeptember 3-án lépett először pályára a német U21-es labdarúgó-válogatott a dán U21-es labdarúgó-válogatott ellen 2–1-re megnyert felkészülési mérkőzés 73. percében Julian Brandt cseréjeként. Október 9-én Finnország elleni selejtező mérkőzésen duplázott. Pár nappal később a feröeri U21-es labdarúgó-válogatott ellen 6–0-ra megnyert mérkőzésen egy gólt lőtt. November 17-én Ausztria korosztályos válogatottja ellen ismét eredményes tudott lenni. 2016. március 24-én szerezte meg a korosztályos válogatottban az utolsó gólját, ekkor Feröer elleni 4–1-re megnyert selejtező mérkőzésen.

#### A felnőtt válogatottban
Rendelkezik francia állampolgársággal, ezért a német vagy a francia válogatottban is pályára léphetett volna, de ő az előbbit választotta. 2015. november 6-án Joachim Löw szövetségi kapitány behívta a Franciaország elleni barátságos mérkőzésre készülő keretbe. Az egy héttel később megrendezett mérkőzés a párizsi terrortámadás idején zajlott. Franciaország ellen 2–0-ra elvesztett mérkőzés 61. percében mutatkozott be Julian Draxler cseréjeként. 2016. május 17-én bekerült a 2016-os labdarúgó-Európa-bajnokságra készülő 27 fős bő keretbe. A május 31-i keretszűkítés során bent maradt az utazó 23 fős keretbe. Július 7-én lépett először pályára a tornán a francia válogatott elleni elődöntő mérkőzésen, a 79. percben Bastian Schweinsteiger cseréjeként. A mérkőzést 2–0-ra elvesztették és a franciák jutottak be a döntőbe. Bekerült a válogatott 23 fős keretében amely a 2017-es konföderációs kupán vesz részt. Később a német szövetség bejelentette, hogy Sané orrműtétje miatt kénytelen kihagyni a nyári tornát.

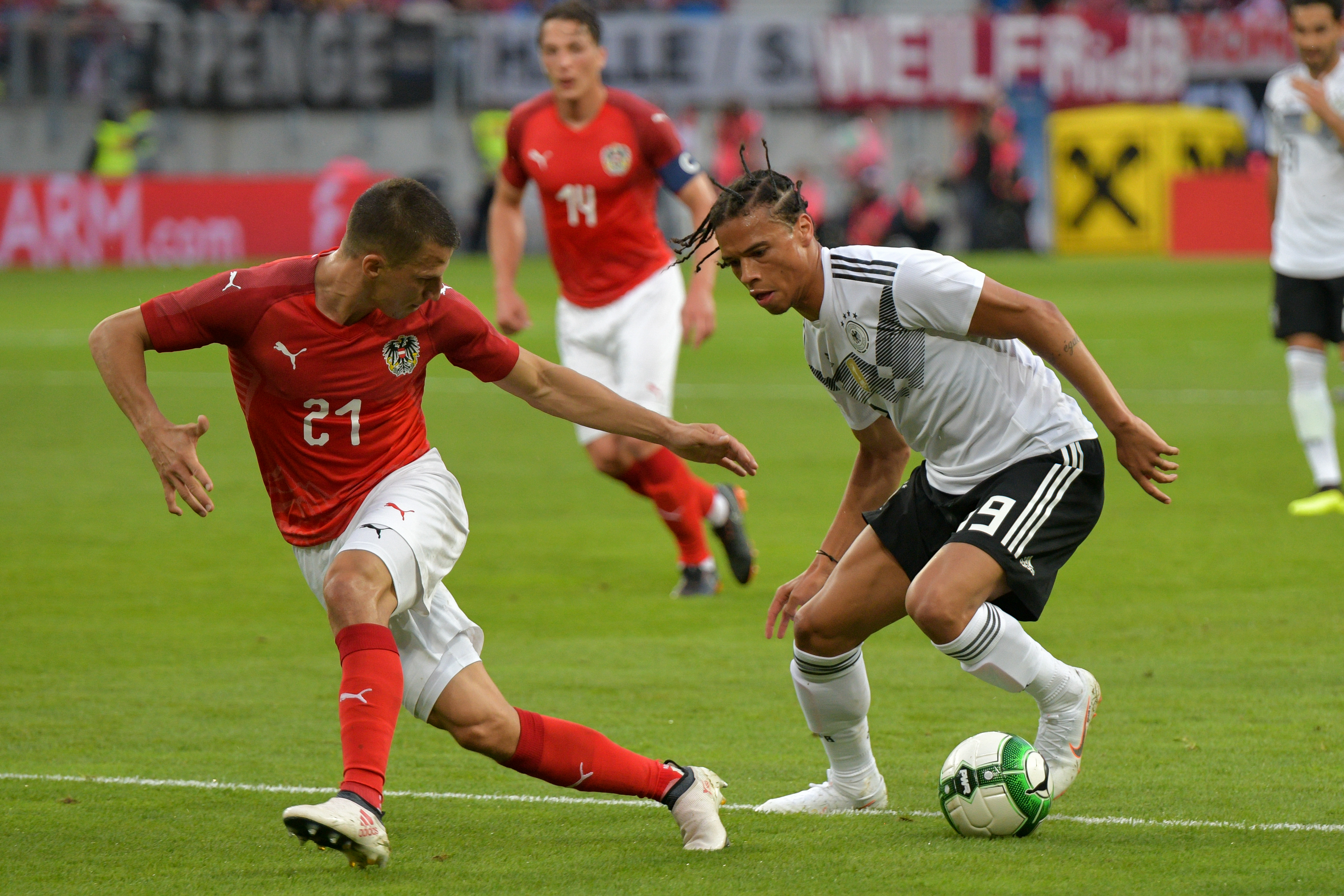
Sané a válogatottban Ausztria ellen.

2018. március 23-án 10. alkalommal lépett pályára a válogatottban Spanyolország ellen 1–1-es döntetlennel végződő találkozón. A mérkőzés 69. percében váltotta Julian Draxlert. Május 15-én bekerült Joachim Löw 27 fős bő keretébe, amely az oroszországi labdarúgó-világbajnokságra készül. Június 4-én a keretszűkítés során kimaradt a 23 fős keretből. A szeptemberi Franciaország elleni Nemzetek Ligája mérkőzésen a 83. percben lépett pályára Marco Reus cseréjeként. A három nappal későbbi Peru elleni mérkőzés előtt személyes okokra hivatkozva engedélyt kért Joachim Löw szövetségi kapitánytól, hogy ne vegye számításba a felkészülési mérkőzésen és elhagyhassa a válogatott szálláshelyét.  A német szövetségi kapitány engedélyezte a távolmaradást. Megszületett első gyermeke, emiatt kért távozási engedélyt. November 15-én megszerezte első válogatottbeli gólját Oroszország elleni barátságos találkozón, a 8. percben Serge Gnabry passzát lőtte a kapuba. A mérkőzést a németek nyerték meg 3–0-ra Lipcsében a Red Bull Arénában. Négy nappal később a Nemzetek Ligájában már a 20. percben egy gyors ellentámadás végén a 16-os vonaláról rúgót gólt a bal alsóba. A mérkőzés a hollandok ellen 2–2-es döntetlennel végződött.
2019. március 24-én a Hollandia elleni 2020-as Európa-bajnokság selejtező mérkőzésen idegenben 3–2-re győzött német labdarúgó-válogatott. A 15. percben Nico Schulz remek beadását az ötös sarkáról lőtte a kapuba, megszerezve a mérkőzés első gólját. Június 8-án Fehéroroszország válogatottja elleni selejtezőn a 13. percben Joshua Kimmich passza után vette át a labdát a tizenhatos jobb oldalán, tolt rajta egyet, majd a kapu jobb oldalába lőtt. Két nappal később Észtország ellen 8–0-ra nyertek, a mérkőzésen három gólt is szerzett, de csak egyet adtak meg. November 14-én Ukrajna ellen a 23. percben egy kontra végén  szerezte meg Németország egyenlítő gólját, végül Timo Werner duplázott, így 3–1-re nyertek a Nemzetek Ligája találkozón. 2021. május 19-én bekerült a 2020-as labdarúgó-Európa-bajnokságra utazó 26 fős német keretbe. Június 7-én 7–1-re nyert hazai pályán Lettország ellen Németország felkészülési mérkőzésen, a 76. percben Müller passzából középről ballal három méterről a jobb alsóba rúgta a labdát, kialakítva a végeredményt. Szeptember 2-án Liechtenstein ellen a 77. percben szerzett gólt és ezzel 2–0-ra nyertek a 2022-es labdarúgó-világbajnokság-selejtező mérkőzésén. Szeptember 8-án Izland ellen csapata harmadik gólját szerezte meg a 4–0-ra megnyert mérkőzésen. November 11-én a Liechtenstein ellen 9–0-ra megnyert a 2022-es labdarúgó-világbajnokság-selejtező mérkőzésen duplázott. 2022. november 10-én bekerült a 2022-es labdarúgó-világbajnokságra utazó keretbe. 2023. szeptember 9-én Japán ellen 4–1-re elvesztett felkészülési mérkőzésen a német válogatott egyetlen gólját szerezte meg a 19. percben. Négy nappal később Franciaország ellen 2–1-re megnyert találkozón a 87. percben Kai Havertz passzából volt eredményes.
2024. május 14-én bekerült Julian Nagelsmann szövetségi kapitány ideiglenes keretébe, amely a 2024-es labdarúgó-Európa-bajnokságra utazik. Június 7-én a szűkítés során maradt a keretbe. November 16-án a 67. percben gólt szerzett Bosznia-Hercegovina ellen 7–0-ra megnyert Nemzetek Ligája mérkőzésen.

## Család
Leroy labdarúgó családból származik. Édesapja a szenegáli labdarúgó-válogatott Souleyman Sané. Édesanyja, Regina Weber az 1984. évi nyári olimpiai játékokon bronzérmet szerzett ritmikus gimnasztikában. Testvérei, Kim Sané szabadúszó játékos, míg Sidi Sané a Schalke 04 akadémiájának a tagja. Apja a francia seregben szolgált, majd kivezényelték Németországba, ahol le is telepedett és itt született Leroy is, Essen városában. Nevét Claude Le Royról kapta, aki apja edzője volt a válogatottban.

## Statisztika

### Klub
2025. május 17-i állapotnak megfelelően.
| Klub            | Szezon   | Bajnokság | Bajnokság | Kupa  | Kupa | Ligakupa | Ligakupa | Nemzetközi | Nemzetközi | Egyéb | Egyéb | Összesen | Összesen |
| Klub            | Szezon   | Mérk.     | Gól       | Mérk. | Gól  | Mérk.    | Gól      | Mérk.      | Gól        | Mérk. | Gól   | Mérk.    | Gól      |
| --------------- | -------- | --------- | --------- | ----- | ---- | -------- | -------- | ---------- | ---------- | ----- | ----- | -------- | -------- |
| Schalke 04      | 2013–14  | 1         | 0         | 0     | 0    | —        | —        | 0          | 0          | —     | —     | 1        | 0        |
| Schalke 04      | 2014–15  | 13        | 3         | 0     | 0    | —        | —        | 1          | 1          | —     | —     | 14       | 4        |
| Schalke 04      | 2015–16  | 33        | 8         | 2     | 0    | —        | —        | 7          | 1          | —     | —     | 42       | 9        |
| Schalke 04      | Összesen | 47        | 11        | 2     | 0    | —        | —        | 8          | 2          | —     | —     | 57       | 13       |
| Manchester City | 2016–17  | 26        | 5         | 5     | 2    | 2        | 0        | 4          | 2          | —     | —     | 37       | 9        |
| Manchester City | 2017–18  | 32        | 10        | 3     | 1    | 5        | 3        | 9          | 0          | —     | —     | 49       | 14       |
| Manchester City | 2018–19  | 31        | 10        | 4     | 2    | 3        | 0        | 8          | 4          | 1     | 0     | 47       | 16       |
| Manchester City | 2019–20  | 1         | 0         | 0     | 0    | 0        | 0        | 0          | 0          | 1     | 0     | 2        | 0        |
| Manchester City | Összesen | 90        | 25        | 12    | 5    | 10       | 3        | 21         | 6          | 2     | 0     | 135      | 39       |
| Bayern München  | 2020–21  | 32        | 6         | 1     | 1    | —        | —        | 8          | 3          | 3     | 0     | 44       | 10       |
| Bayern München  | 2021–22  | 32        | 7         | 2     | 1    | —        | —        | 10         | 6          | 1     | 0     | 45       | 14       |
| Bayern München  | 2022–23  | 32        | 8         | 3     | 1    | —        | —        | 8          | 4          | 1     | 1     | 44       | 14       |
| Bayern München  | 2023–24  | 27        | 8         | 2     | 0    | —        | —        | 12         | 2          | 1     | 0     | 42       | 10       |
| Bayern München  | 2024–25  | 30        | 11        | 2     | 1    | —        | —        | 13         | 1          | 0     | 0     | 45       | 13       |
| Bayern München  | Összesen | 153       | 40        | 10    | 4    | 0        | 0        | 51         | 16         | 6     | 1     | 220      | 61       |
| Összesen        | Összesen | 290       | 76        | 24    | 9    | 10       | 3        | 80         | 24         | 8     | 1     | 412      | 113      |

1. ↑  Magában foglalja az angol szuperkupán, az UEFA-szuperkupán, a német szuperkupán és a FIFA-klubvilágbajnokságon való pályára lépéseit is.

### Válogatott
2024. november 19-i állapotnak megfelelően.
| Nemzet      | Évek     | Pályára lépések | Gólok |
| ----------- | -------- | --------------- | ----- |
| Németország | 2015     | 1               | 0     |
| Németország | 2016     | 3               | 0     |
| Németország | 2017     | 5               | 0     |
| Németország | 2018     | 8               | 2     |
| Németország | 2019     | 4               | 3     |
| Németország | 2020     | 4               | 1     |
| Németország | 2021     | 15              | 5     |
| Németország | 2022     | 10              | 0     |
| Németország | 2023     | 9               | 2     |
| Németország | 2024     | 8               | 1     |
| Németország | 2025     | 0               | 0     |
| Összesen    | Összesen | 67              | 14    |

#### Válogatott góljai
2024. november 16-i állapotnak megfelelően.
| #   | Időpont              | Helyszín                                     | Ellenfél            | Gólok | Eredmény | Kiírás                                     |
| --- | -------------------- | -------------------------------------------- | ------------------- | ----- | -------- | ------------------------------------------ |
| 1.  | 2018. november 15.   | Red Bull Aréna, Lipcse, Németország          | Oroszország         | 1–0   | 3–0      | Barátságos mérkőzés                        |
| 2.  | 2018. november 19.   | Arena AufSchalke, Gelsenkirchen, Németország | Hollandia           | 2–0   | 2–2      | 2018–2019-es UEFA Nemzetek Ligája          |
| 3.  | 2019. március 24.    | Johan Cruijff Arena, Amszterdam, Hollandia   | Hollandia           | 1–0   | 3–2      | 2020-as Európa-bajnokság selejtező         |
| 4.  | 2019. június 8.      | Bariszav Aréna, Bariszav, Fehéroroszország   | Fehéroroszország    | 1–0   | 2–0      | 2020-as Európa-bajnokság selejtező         |
| 5.  | 2019. június 11.     | Opel Arena, Mainz, Németország               | Észtország          | 8–0   | 8–0      | 2020-as Európa-bajnokság selejtező         |
| 6.  | 2020. november 14.   | Red Bull Arena, Lipcse, Németország          | Ukrajna             | 1–1   | 3–1      | 2020–2021-es UEFA Nemzetek Ligája          |
| 7.  | 2021. június 7.      | Merkur Spiel-Arena, Düsseldorf, Németország  | Lettország          | 7–1   | 7–1      | Barátságos mérkőzés                        |
| 8.  | 2021. szeptember 2.  | Kybunpark, St. Gallen, Svájc                 | Liechtenstein       | 2–0   | 2–0      | 2022-es labdarúgó-világbajnokság-selejtező |
| 9.  | 2021. szeptember 8.  | Laugardalsvöllur, Reykjavík, Izland          | Izland              | 3–0   | 4–0      | 2022-es labdarúgó-világbajnokság-selejtező |
| 10. | 2021. november 11.   | Volkswagen Arena, Wolfsburg, Németország     | Liechtenstein       | 3–0   | 9–0      | 2022-es labdarúgó-világbajnokság-selejtező |
| 11. | 2021. november 11.   | Volkswagen Arena, Wolfsburg, Németország     | Liechtenstein       | 5–0   | 9–0      | 2022-es labdarúgó-világbajnokság-selejtező |
| 12. | 2023. szeptember 9.  | Volkswagen Arena, Wolfsburg, Németország     | Japán               | 1–1   | 1–4      | Barátságos mérkőzés                        |
| 13. | 2023. szeptember 12. | Signal Iduna Park, Dortmund, Németország     | Franciaország       | 2–0   | 2–1      | Barátságos mérkőzés                        |
| 14. | 2024. november 16.   | Europa-Park Stadion, Freiburg, Németország   | Bosznia-Hercegovina | 6–0   | 7–0      | 2024–2025-ös UEFA Nemzetek Ligája          |

## Sikerei, díjai

### Klub
- Manchester City
  - Angol bajnok (2): 2017–18, 2018–19
  - Angol kupa (1): 2018–19
  - Angol ligakupa (2): 2018, 2019
  - Angol szuperkupa (2): 2018, 2019

- Bayern München
  - Német bajnok (4): 2020–21, 2021–22, 2022–23, 2024–25
  - Német szuperkupa (2): 2021,[254] 2022[255]
  - UEFA-szuperkupa (1): 2020[256]
  - FIFA-klubvilágbajnokság (1): 2020[257]

### Egyéni
- Az év fiatal angol labdarúgója (PFA) (1): 2017–18[258]
- A hónap angol labdarúgója (1): 2017 október[259]